# M17寒天培地
M17寒天培地（英：M17 agar）は、1971年に乳製品から分離されたラクトコッカス属のために開発された。元来はM16寒天培地と呼ばれていたが、1975年にTerzaghiとSandineは、培地に緩衝剤としてグリセロール2-リン酸二ナトリウムを加え、新しい増殖培地をM17寒天培地と命名した。後に、グリセロール2-リン酸二ナトリウムを添加すると、多くのラクトバチルス属の増殖が阻害されることがわかった。

## 典型的な組成
950mL当たり：
- 5.0 g カゼイン膵臓消化物
- 5.0 g 大豆ペプトン
- 5.0 g ビーフエキス
- 2.5 g 酵母エキス
- 0.5 g アスコルビン酸
- 0.25 g 硫酸マグネシウム
- 19.0 g グリセロール2-リン酸二ナトリウム
- 11.0 g 寒天

調製：
- 1. よく攪拌しながら加熱し、1分間沸騰させて完全に溶かす。
- 2. 121℃で15分間オートクレーブする。50 °Cまで冷却する。
- 3. フィルターで滅菌した10％ラクトース溶液50mLを加え、よく混ぜる（ラクトースはグルコースなど他の炭水化物に変更でき、GM17寒天培地となる）